# Disk'O Coaster
Een Disk'O Coaster is een attractietype dat een grotere variant is op de Disk'O. Deze attracties worden ontwikkeld door Zamperla.

## Werking

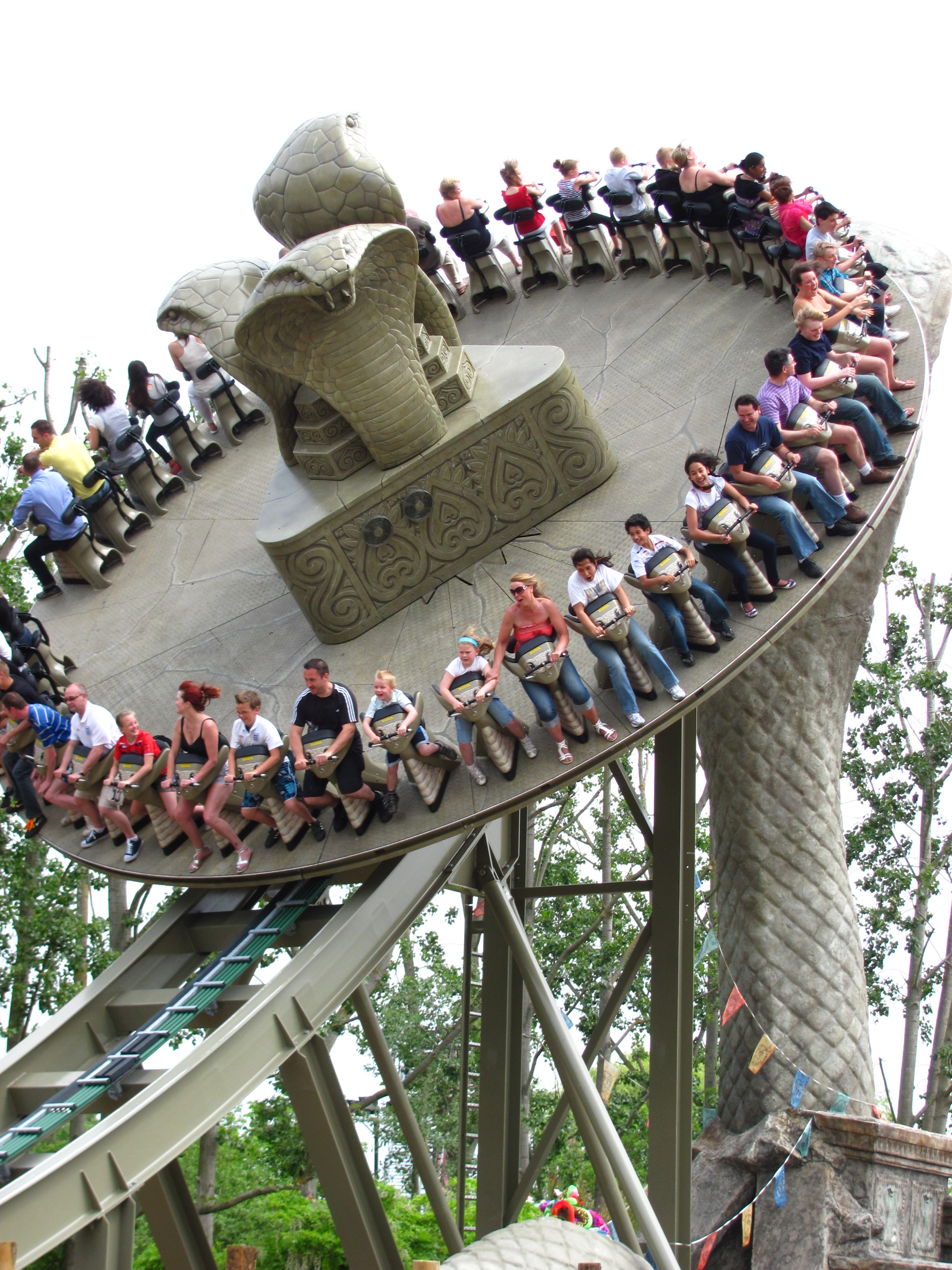
Close-up van de schijf

Een grote ronde schijf beweegt al draaiend over een baan met in het midden een heuvel waar de schijf, na enige keren heen en weer gaan aan één kant, ook overheen gaat. De aandrijving van de attractie is dezelfde als deze van een gemotoriseerde achtbaan, en hij ziet eruit als een kleine draaiende achtbaan van het shuttle-type, maar wordt net zoals een Disk'O door zijn korte baan niet als achtbaan beschouwd.

## Technische gegevens
De attractie behaalt een maximale hoogte van 15 meter en kan op het tussenstuk een maximale snelheid van 70 kilometer per uur bereiken. De totale lengte van de baan bedraagt 92 meter.
In de attractie is plaats voor 40 personen. Iedereen zit naast elkaar op de cirkel, het gezicht naar buiten toe gericht. Op de attractie is een heupbeugel aanwezig om de bezoekers op hun plaats te houden. De totale capaciteit bedraagt ongeveer 500 personen per uur.